# Exa-
Exa (viết tắt E) là một tiền tố được viết liền trước một đơn vị đo lường quốc tế để chỉ bội số lớn gấp 1018 hay 1 000 000 000 000 000 000 lần.
Độ lớn này được công nhận từ năm 1991, theo tiếng Hy Lạp nghĩa là 6, vì nó bằng 10006.